# Кислов, Александр Ильич
Алекса́ндр Ильи́ч Кисло́в (1875—1937) — генерального штаба генерал-майор, участник русско-японской, Первой мировой и Гражданской войны.

## Образование
- Пензенское реальное училище
- Московское пехотное юнкерское училище
- Николаевская академия Генерального штаба по I разряду (1906).

## Звания
- Подпоручик (1895)
- Поручик (1898)
- Штабс-капитан (1902)
- Капитан (1906)
- Подполковник (1913)
- Полковник (1917)
- Генерал-майор (1918)

## Награды
- Орден Святого Станислава 2-й степени с мечами (ВП 1905)
- Орден Святой Анны 3-й степени с мечами и бантом (ВП 1906)
- Орден Святой Анны 4-й степени «За храбрость» (ВП 1906)
- Орден Святого Станислава 3-й степени с мечами и бантом (ВП 03.12.1909)
- Орден Святой Анны 2-й степени с мечами (1910; Мечи — ВП ВП 06.12.1914)
- Орден Святого Владимира 4-й степени с мечами и бантом (ВП 26.02.1915)
- Высочайшее благоволение (ВП 07.06.1915)
- Георгиевское оружие (ВП 13.10.1916)
- Орден Святого Владимира 3-й степени с мечами (ВП 18.09.1917)